# Моя дружина — бабуся
«Моя дружина — бабуся» («Minu naine sai vanaemaks») — радянський художній фільм 1976 року, знятий режисером Вірве Аруоя на кіностудії «Талліннфільм».

## Сюжет
Наш герой — справжній чоловік і король у своєму домі, єдиний пророк для своєї дружини. Він — вчитель, але весь свій вільний час присвячує творчості, тому домочадці ставляться до нього з трепетом і дбайливо оберігають його спокій, щоб випадково не злякати натхнення. Але одного прекрасного дня в сім'ї з'явилося немовля, яке відразу ж завоювало загальну любов і увагу. І ось сімейний поет виявився всіма забутий і покинутий. Але справжні дідусі так просто не здаються.

## У ролях
- Аарне-Маті Юкскюла — чоловік
- Іта Евер — дружина
- Райлі Йиеяер — дочка
- Лембіт Ульфсак — зять
- Кальйо Кійск — близький друг
- Анне Веесаар — Хельга
- Мартін Вейнманн — Харальд
- Лійна Рандмаа — Майя
- Лембіт Петерсон — Прійт
- Малл Алас — покоївка у теплиці
- Велло Війсімаа — член клубу
- Астрід Лепа — жінка на вулиці
- Оскар Лійганд — член клубу
- Ендель Ліппмаа — чоловік в кафе
- Річард Пераметс — чоловік з балалайкою
- Еллу Пуудіст — жінка на вулиці
- Лійна Саарі — постачальник
- Марк Сінісоо — чоловік в кафе
- Лій Тедре — жінка в агазині
- Харді Тійдус — чоловік на вулиці
- Зиновій Гердт — читає текст

## Знімальна група
- Режисер — Вірве Аруоя
- Сценаристи — Вірве Аруоя, Арво Валтон
- Оператор — Михайло Дороватовський
- Композитор — Андрес Валконен
- Художник — Халья Клаар